# جان هرتس
جان هرتس (انگلیسی: John H. Herz; ۲۳ سپتامبر ۱۹۰۸ – ۲۶ دسامبر ۲۰۰۵) محقق آمریکایی روابط بین‌الملل و حقوق بود. او مبدع اصطلاح معمای امنیت بود. هرتس در کتاب «رئالیسم سیاسی و ایده‌آلیسم سیاسی» با انتقاد از ایده‌آلیسم آن را ناتوان از مواجهه با معمای امنیت می‌داند. او در عوض، نظریهٔ «رئالیسم لیبرال» را پیشنهاد می‌دهد. ریچارد اشلی در طبقه‌بندی واقع‌گرایی آن را به سه دسته تقسیم می‌کند که شامل واقع‌گرایی فنی (کنت والتز)، واقع‌گرایی تفسیری (مورگنتا) و واقع‌گرایی انتقادی (جان هرتس) می‌شود.